# Vaga
Una vaga és una acció empresa de forma individual o per un col·lectiu social que consisteix a deixar de fer una cosa o coses, dintre de les funcions del col·lectiu o individu, per a exercir una pressió social, amb vista a l'obtenció d'un objectiu concret.

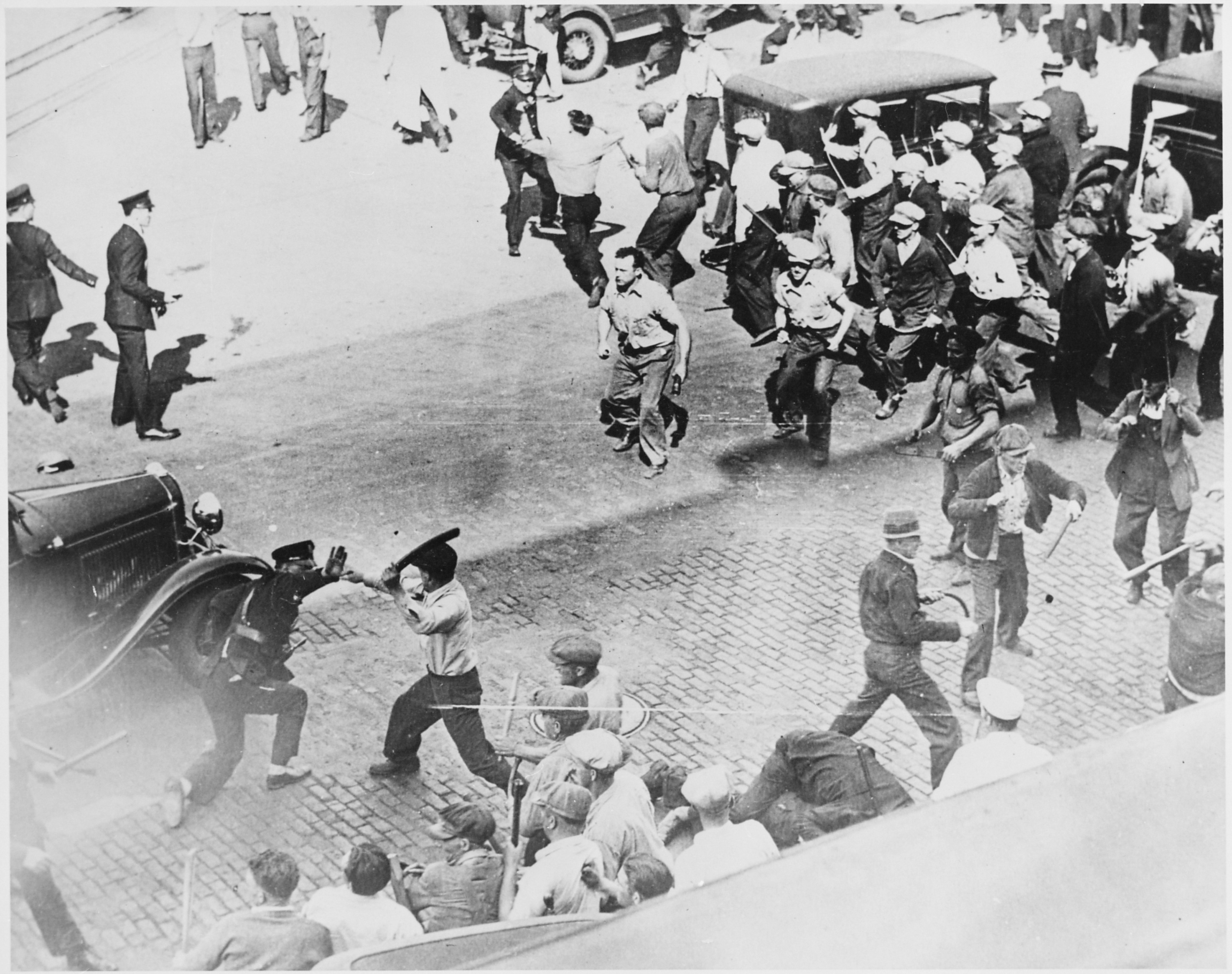
Policia reprimint una vaga laboral a Minneapolis, Estats Units, 1934

L'anomenat "Papir de la vaga" escrit per Amunnakht, entre 1187 i 1157 aC, Imperi Nou d'Egipte. Museu Egipci, Torí.

Hi ha diferents tipus de vaga, segons la seva finalitat, àmbit, extensió, durada, etc. Alguns tipus de vaga són la vaga de fam, la vaga laboral o la vaga de consum. La vaga laboral, reconeguda en molts països com un dret de la classe treballadora, consisteix bàsicament a deixar de treballar amb l'objectiu d'obtenir avantatges laborals o socials. Tanmateix, es pot manifestar d'altres formes, com ara la vaga de zel o vaga a la japonesa
Quan una vaga laboral o d'altre tipus s'estén a la major part dels estaments socials es denomina vaga general.
Termes relacionats amb la vaga són esquirol i piquet. Un esquirol és una persona que es nega a fer vaga; el terme té sentit despectiu. Un piquet és un grup de vaguistes que intenten que els altres facin vaga, tot pressionant la resta del col·lectiu, pacíficament o no. Als piquets pacífics se'ls sol denominar piquets informatius, ja que se suposa que tan sols informen del dret inherent de vaga.

## Regulació

### Espanya
La Constitució espanyola de 1978 és la primera constitució espanyola que recull el dret a vaga considerant-lo dret fonamental. Així, és regulat a l'art. 28.2. Malgrat ser un dret fonamental que, per això mateix, hauria de ser regulada per una llei orgànica, ha estat regulat pel Reial Decret Llei 17/1977, de 4 de març, sobre Relacions de Treball (interpretat per la Sentència del Tribunal Constitucional 11/81. Aquesta llei no ha vist la llum perquè les organitzacions sindicals tenen por que siga restrictiva.

### França
El dret a vaga està inclòs a la Constitució francesa de 1946.

### Itàlia
El dret a vaga està inclòs a la Constitució italiana de 1947.

### Portugal
El dret a vaga està inclòs a la Constitució portuguesa de 1976.